# Microsoft FrontPage
Microsoft FrontPage fue un editor de páginas web para el sistema operativo Windows. Formó parte de la suite Microsoft Office. Muchos consideran que el código HTML generado por esta aplicación es un poco descuidado y muchas veces reiterativo, especialmente en versiones antiguas. Como un ejemplo de esto, cabe señalar que la aplicación inserta todavía la etiqueta font, declarada obsoleta por la W3C (World Wide Web Consortium). Otro ejemplo es que posee funciones que sólo son válidas en Internet Explorer (como los WebBots).
Su última versión fue FrontPage 2003, siendo descontinuado tiempo después. Microsoft lanzó dos productos alternativos con tecnologías más actualizadas: SharePoint Designer (parte de Microsoft Office) y Microsoft Expression Web. Este último, actualmente descontinuado, puede considerarse el sucesor directo de FrontPage.